# دانشگاه صنعتی اوکلند

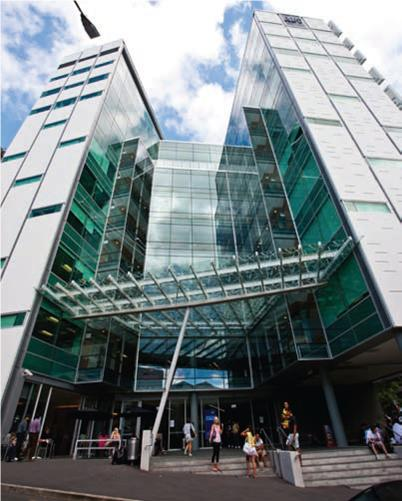
یکی از ساختمان‌های پردیس اصلی دانشگاه

دانشگاه صنعتی آوکلند (AUT) (به انگلیسی: Auckland University of Technology) یکی از دانشگاه‌های کشورنیوزلند می‌باشد. این دانشگاه در سال ۱۸۹۵ میلادی تحت عنوان موسسه صنعتی آوکلند آغاز به کار کرد و از ابتدای سال ۲۰۰۰ میلادی، رسماً به دانشگاه تغییر وضعیت داد.
پردیس دانشگاهی اصلی این دانشگاه در ناحیه تجاری مرکزی شهر آوکلند در خیابان ولزلی واقع شده‌است. دانشگاه صنعتی آوکلند همچنین سه پردیس ثانویه تحت عناوین ساحل شمالی، جنوبی و موسسه ورزش و سلامت هزاره در اختیار دارد. این دانشگاه در راستای هدف برندسازی، از سال ۲۰۱۰ میلادی نام AUT University را برگزید. دانشگاه خود را حامی «جهت گیری خلاقانه در امر آموزش و تحقیقات» می‌داند.
به‌طور مشخص تمرکز دانشگاه بر نگاه عمل‌گرایانه و تمرکز به نیازهای دنیای واقعی دارد تا فارغ التحصیلانی با کارایی بالا برای بازار کار فراهم کند. ارتباط نزدیک بین استادان و دانشجویان از ویژگی‌های محیط آموزشی دانشگاه صنعتی آوکلند است. گزارش منتشر شده توسط دانشگاه در سال ۲۰۱۰ نشان می‌دهد که بیش از %۹۰ از فارغ التحصیلان دانشگاه تا شش ماه بعد از فراغت از تحصیل، جذب بازار کار شده یا به مقاطع تحصیلات تکمیلی وارد می‌شوند.

## تاریخچه
بعد از تأسیس موسسه تکنولوژی در سال ۱۸۹۵، کلاس‌ها فقط در نوبت بعد از ظهر تشکیل می‌شد و از سال ۱۹۰۶ کلاس‌ها در نوبت صبح نیز اضافه شد. به دنبال تغییرات نظام آموزشی در اوایل دهه ۱۹۶۰ میلادی، آموزش دانشگاهی و متوسطه موسسه از هم جدا شدند، کلاس‌ها در ابتدا در یک مکان تشکیل می‌شدند ولی بعدها و در سال ۱۹۶۴، بخش آموزش متوسطه به مکان دیگری نقل مکان کرد. در سال ۲۰۰۰ و با برآورده شدن شرایط تبدیل به دانشگاه، AUT به عنوان دانشگاه فعالیت خود را ادامه داد.

## بافت جمعیتی دانشگاه
دانشگاه در سال ۲۰۱۱ میلادی ۲۶۲۴۳ دانشجو داشت که از این تعداد ۲۳۶۹ نفر دانشجوی خارجی از ۸۵ کشور مختلف بودند. در همین سال ۸۷ درصد دانشجویان در مقطع کارشناسی و بالاتر بودند و ۱۷۳۵ دانشجو در مقطع تحصیلات تکمیلی تحصیل می‌کردند. طیف وسیعی از نژادها شامل نیوزلندی‌های اروپایی تبار، آسیایی‌ها و بومیان نیوزلند در دانشگاه صنعتی آوکلند مشغول به تحصیل هستند. از نظر سنی %۳۷ دانشجویان، بالای ۲۵ سال سن داشتند. در سال ۲۰۱۱ این دانشگاه تعداد ۲۰۶۳ کارمند تمام وقت شامل کادر علمی و کارمندان اجرایی داشت.

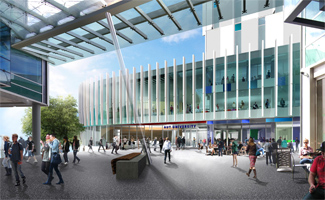
مجموعه WG در پردیس مرکزی دانشگاه

## پردیس‌ها و امکانات
دانشگاه صنعتی آوکلند چهار پردیس اصلی تحت عناوین پردیس مرکزی (واقع در مرکز تجاری شهر آوکلند)، ساحل شمالی، جنوبی و موسسه ورزش و سلامت هزاره در اختیار دارد. پردیس‌های مرکزی و شمالی دارای خوابگاه‌های دانشجویی با مجموع ظرفیت بیش از ۷۰۰ اتاق در مجاورت خود هستند. سرویس اتوبوس بین پردیس‌های دانشگاه برقرار است. از سال ۲۰۰۰، هزینه‌های زیادی صرف زیرساخت‌های دانشگاه شد به طوری که طبق برنامه قرار است ۲۴۵ میلیون دلار برای زیرساخت‌ها هزینه شود. تنها برای مجموعه WG در پردیس مرکزی، که در سال ۲۰۱۳ توسط نخست وزیر افتتاح شد، هزینه‌ای بالغ بر ۹۸ میلیون دلار شده‌است.

## دانشکده‌ها
دانشگاه صنعتی آوکلند به پنج دانشکده عمده تقسیم می‌شود. شامل دانشکده‌های:
1. علوم فرهنگی و اجتماعی
2. علوم بازرگانی و حقوق
3. علوم مهندسی
4. علوم محیط زیست و بهداشت
5. مطالعه و توسعه نژادهای بومی

## تحقیقات
دانشگاه صنعتی اوکلنددر سال ۲۰۱۰ مبلغ ۱۸٫۵ میلیون دلار درآمد از تحقیقات به دست آورد که نسبت به سال قبل %۹ رشد داشت. خروجی تحقیقاتی دانشگاه در همین سال %۲۵ رشد نسبت به سال قبل داشت. این دانشگاه در آمار سال ۲۰۰۶، به عنوان یک دانشگاه نوپا، بیشترین رشد را در بین دانشگاه‌های کشور نیوزلند از حیث خروجی تحقیقاتی به خود اختصاص داد. این دانشگاه سرمایه‌گذاری زیادی در بخش تحقیقات دارد و برای بالاتر بردن جایگاه تحقیقاتی خود، متخصصان بسیاری را از کشورهای دیگر جذب کرده است. در همین راستا AUT همکاری و مبادله علمی و محققان را با دانشگاه‌های شاخص دنیا دارد. رشد جایگاه و شهرت تحقیقاتی AUT، موجب افزایش سرمایه‌گذاری خارجی در بخش تحقیقات این دانشگاه و سپردن پروژه‌های تحقیقاتی به آن شده‌است. این دانشگاه در حال حاضر دارای ۱۶ مرکز تحقیقاتی در زمینه‌های مختلف علمی است.